# Bokówka (Orzeszkowo)
Bokówka, dawn. Nowiny – część wsi Orzeszkowo w Polsce położona w województwie podlaskim, w powiecie hajnowskim, w gminie Hajnówka.
W latach 1975–1998 część wsi administracyjnie należała do województwa białostockiego.